# فستوكة حمراء
الفستوكة الحمراء (باللاتينية: Festuca rubra) نوع نباتي يتبع جنس الفستوكة من الفصيلة النجيلية. يعد أحد نباتات المروج المهمة.

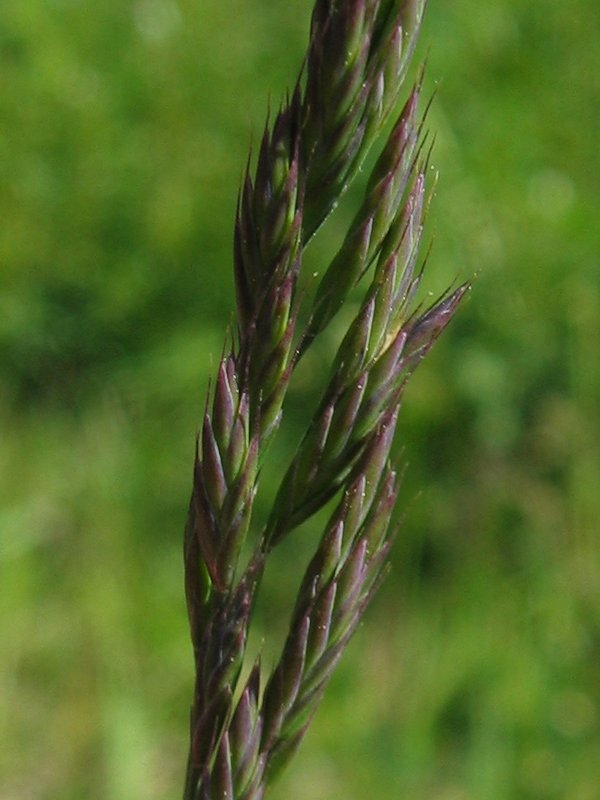
سنبلة الفستوكة الحمراء

## الموئل والانتشار
موطنها بلاد الشام والمغرب العربي وقبرص والقوقاز ومعظم مناطق أوروبا.

## الوصف النباتي
النبات عشبي معمر. بعض الضروب منه تنتج جذامير تساعد على الانتشار كنباتات مروج.